# Giulio Canani
Giulio Canani (ur. w 1524 w Ferrarze, zm. 27 listopada 1592 tamże) – włoski kardynał.

## Życiorys
Urodził się w 1524 roku w Ferrarze, jako syn Luigiego Canani i Lucrezii Brancaleone. Studiował na Uniwersytecie Ferraryjskim, gdzie uzyskał doktorat utroque iure. 26 listopada 1564 roku został wybrany biskupem Adrii, a 30 grudnia przyjął sakrę. 12 grudnia 1583 roku został kreowany kardynałem prezbiterem i otrzymał kościół tytularny Sant’Eusebio. W 1585 roku został legatem w Romanii, jednak już po roku zrezygnował ze względu na zły stan zdrowia. W 1591 roku został przeniesiony do diecezji Modena. Zmarł 27 listopada 1592 roku w Ferrarze.